# Konkan

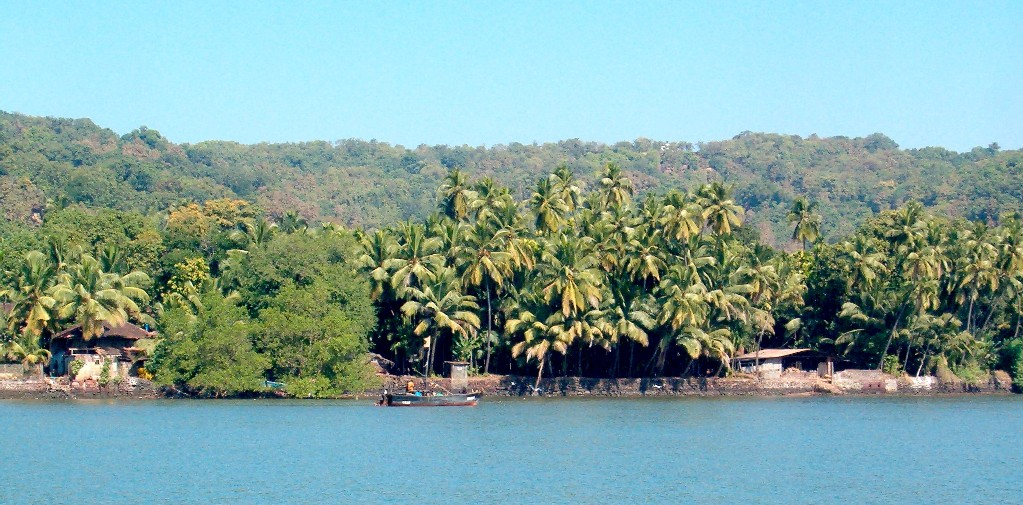
Kust bij Dabhol in Maharashtra.

De Konkan (Marathi, Konkani: कोंकण) is een kuststreek in het westen van India, gelegen tussen de Arabische Zee en de West-Ghats. De regio heeft geen duidelijk afgebakende grenzen. Meestal wordt het zuidelijk kustgebied van Maharashtra, samen met geheel Goa en het noordelijk kustgebied van Karnataka bedoeld. Het in Maharashtra gelegen deel van het gebied wordt administratief ingedeeld als Konkan Division.
De grootste bevolkingsgroep van de Konkan zijn de Konkani. De taal die ze spreken heet ook Konkani. Het is een nauw met Marathi verwante taal. In het zuiden van de Konkan wonen ook Tuluva. De grootste stad in het gebied is Mumbai, dat met 18 miljoen inwoners ook de grootste stad van India is.
In het gebied worden rijst, mango's, cashewnoten en nangka's verbouwd.
De eerste vermeldingen van de Konkan (als sapta-konkan) komen uit de Skanda Purana. De Romeinen voerden rond het begin van de christelijke jaartelling al handel met dit deel van India. Deze handel leidde tot de economische opbloei van het gebied; en de opkomst van de Satavahanadynastie in het achterland. Achtereenvolgens werd het gebied daarop gedeeltelijk of geheel beheerst door verschillende rijken, waaronder de Rashtrakuta's (8e tot 10e eeuw), de Westelijke Chalukya's (10e tot 12e eeuw), het Vijayanagararijk (14e tot 16e eeuw) en de Mogols (16e tot 17e eeuw). De streek bleef een belangrijke economische rol hebben dankzij de handel met Europa en het Midden-Oosten. De Europese koloniale machten stichtten er handelsnederzettingen en forten. Mumbai is bijvoorbeeld ontstaan als Portugese nederzetting, die later overging naar de Britten.